# Богосав Живковић
Богосав Живковић (Лесковац код Лазаревца, 3. март 1920 – Београд, 28. октобар 2005) био је српски вајар и сликар, светски класик наивне уметности.

## Биографија
Као младић изучава кожарски занат па већ рано упознаје различите алате: длета, шила, игле којима ради кожухе, крзнене прслуке, украшавајући их флоралним и геометријским ажурирањем обруба. Крзнарски занат напушта 1945. услед слабог здравља и одлази у Београд где се запошљава као портир. Вајарством се бавио од 1957. године, а самостално је излагао већ од 1960. Умро је 2005. у Београду.

## Стил
Покретачки мотив био му је необичан сан, који је уснио - огромна змија јурила је ливадом остављајући за собом влажан траг а затим сустигла и стегла својим репом непознатог човека са калуђерском капом на глави и у огртачу. За своје идеје Живковић користи природни облик стабла, дебло са гранама, или без њих, затим мање и тање делове грана и гранчица, корен бршљана. Природне избочине, улегнућа, разноврсни чворови, сама маса материје подстичу уметника у стварању најразличитијих форми. Његово длето прати природну конфигурацију дрвета те из њега ослобађа, реже, теше, обликује антропоморфне и зооморфне фигуре, ређе биљке и архитектонске облике. Изражава се углавном рељефом, којим оперважује монументалне стубове. Меком моделацијом органских форми, које не познају оштре углове, попут јединствених бестијаријума брише границе између материјала и саме форме, између стварног и нестварног стварајући јединствену атмосферу.

## Изложбе и награде
Излагао је широм света, самостално и групно. Његове самосталне изложбе организоване су у многим градовима – у Београду, Новом Саду, Јагодини, Загребу, Бечу, Паризу, Братислави, Варшави, Биселу, Стокхолму, Минхену, Амстердаму, у Мексику, у Калифонији и у Јужној Америци. Са својим делима је учествовао на најзначајнијим међународним изложбама. Више пута је награђиван у земљи и иностранству. Између осталог, добитник је Велике награде на Другом бијеналу југословенске наивне уметности 1983, као и Награде за животно дело 1991, у МНМУ, Јагодина. Велики број његових монументалних скулптура налази се у галеријама и музејима широм света. Његове скулптуре се налазе у Хрватском музеју наивне уметности, а већи број дела је похрањен у Музеју наивне и маргиналне уметности у Јагодини. О њему су писали Ото Бихаљи-Мерин, Мишел Тево, Роџер Кардинал и други.
О његовој уметности ипак најбоље сведочи тзв. Зачарани врт - храм његове уметности у његовом завичају, који обилује скулптурама у камену и дрвету, рељефима изрезбарених предмета, осликаним помоћним просторијама итд.
У Лазаревцу је подигнут амбијентална целина Каменград, аутора Богосава Живковића и архитекте Драгана Вукмировића, у којој су представљени елементи етно наслеђа млински каменови, жрвањ, огњиште, камене клупе.

## Галерија
- Мој отац на чезама и снови, 1973. 
МНМУ, Јагодина
- Мој дом, б. г. 
МНМУ, Јагодина
- Окато чудовиште, б. г. 
МНМУ, Јагодина
- Снови и мисао, б. г. 
МНМУ, Јагодина
- Капија, б. г. 
МНМУ, Јагодина